# Сенежское
Сене́жское (Сенёжское, Се́нежское, Сене́ж или Сенёж) — озеро (водохранилище) в Солнечногорском районе Московской области России, на Клинско-Дмитровской гряде.
Площадь озера — 8,51 км², площадь водосборного бассейна — 69,2 км², максимальная длина — 5 км, ширина — до 3,5 км. Наибольшая глубина — 6 м (средняя — 2,5—3,5 м). Из озера берёт начало река Сестра.
На карте 1860 года озеро обозначено как «Сенежское Гущино».
На берегу озера расположен город Солнечногорск. По периметру озера и вблизи него расположены также следующие населённые пункты: Вертлино, Гигирёво, Загорье, Осипово, Редино, Сенеж, Талаево и Тимоново.
От озера получила название железнодорожная платформа Сенеж. Сенеж — популярное место отдыха, рыбалки, виндсёрфинга и кайтсёрфинга, проводится ежегодная парусная регата.
В честь озера в 1964 году названа одна из улиц Москвы.

## История

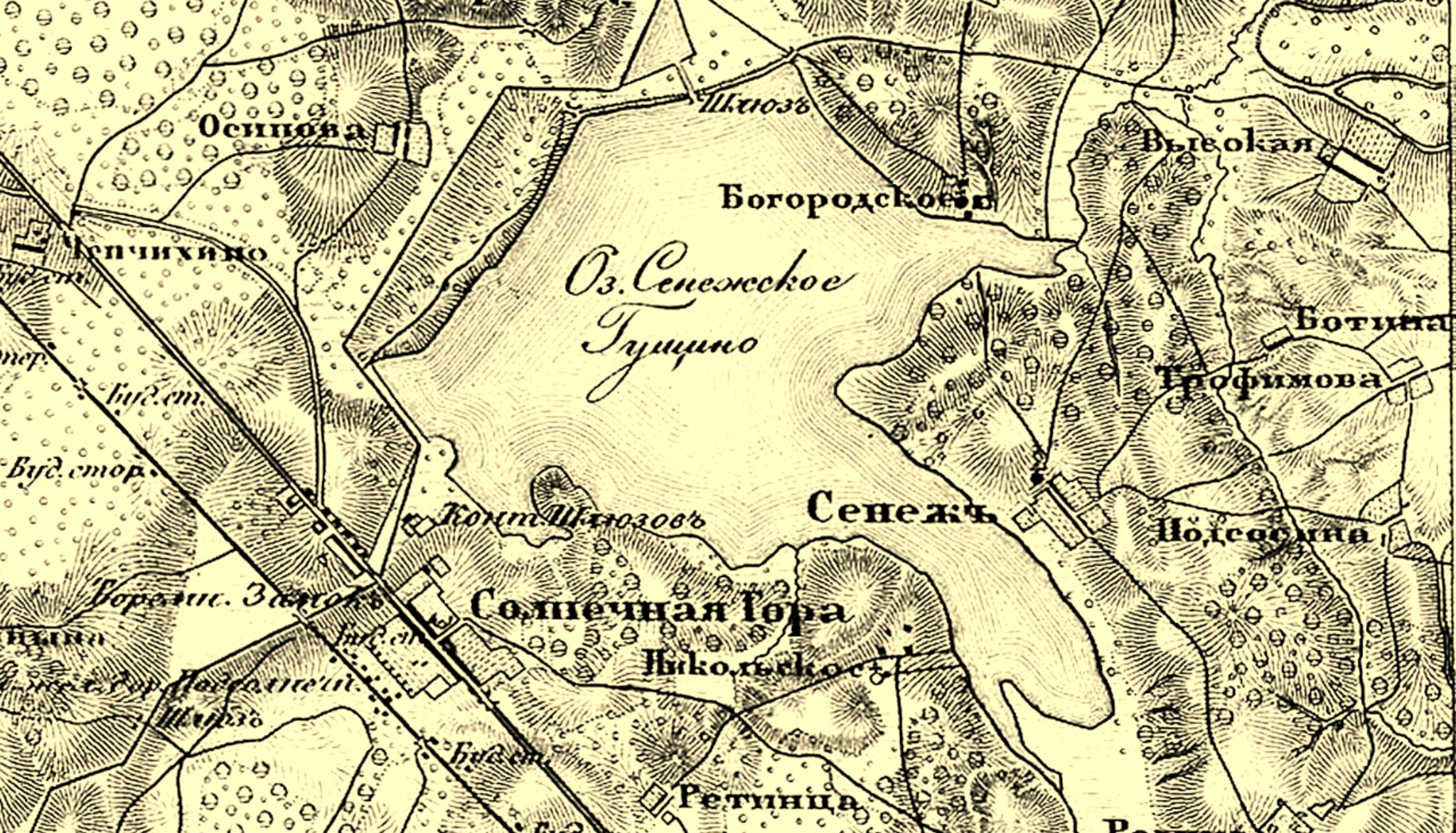
Озеро «Сенежское Гущино» на «Военно-топографической карте Московской губернии», составленной Ф. Ф. Шубертом в 1860 году, ряд ll, лист 4.

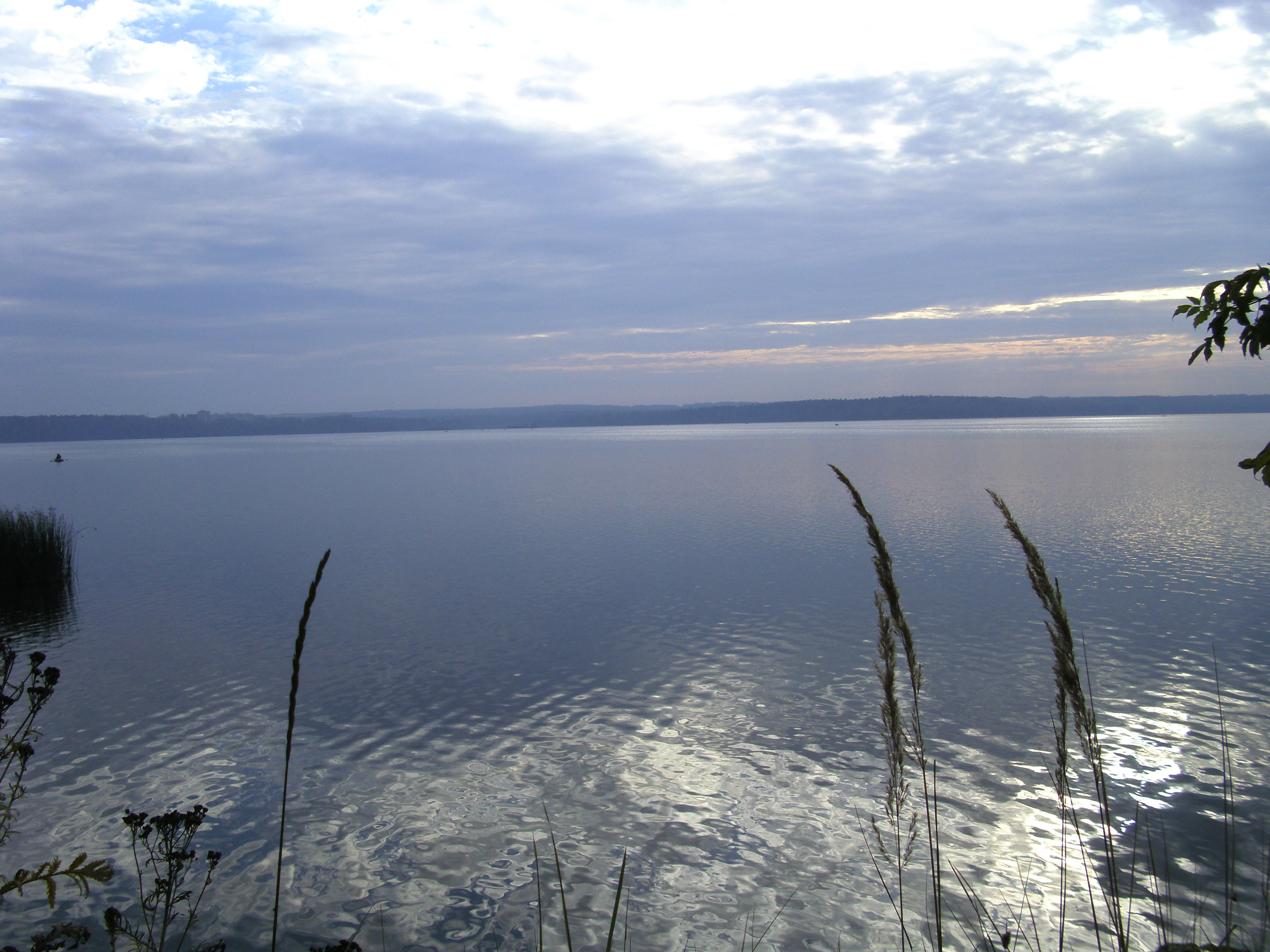
Сенеж сентябрьским утром

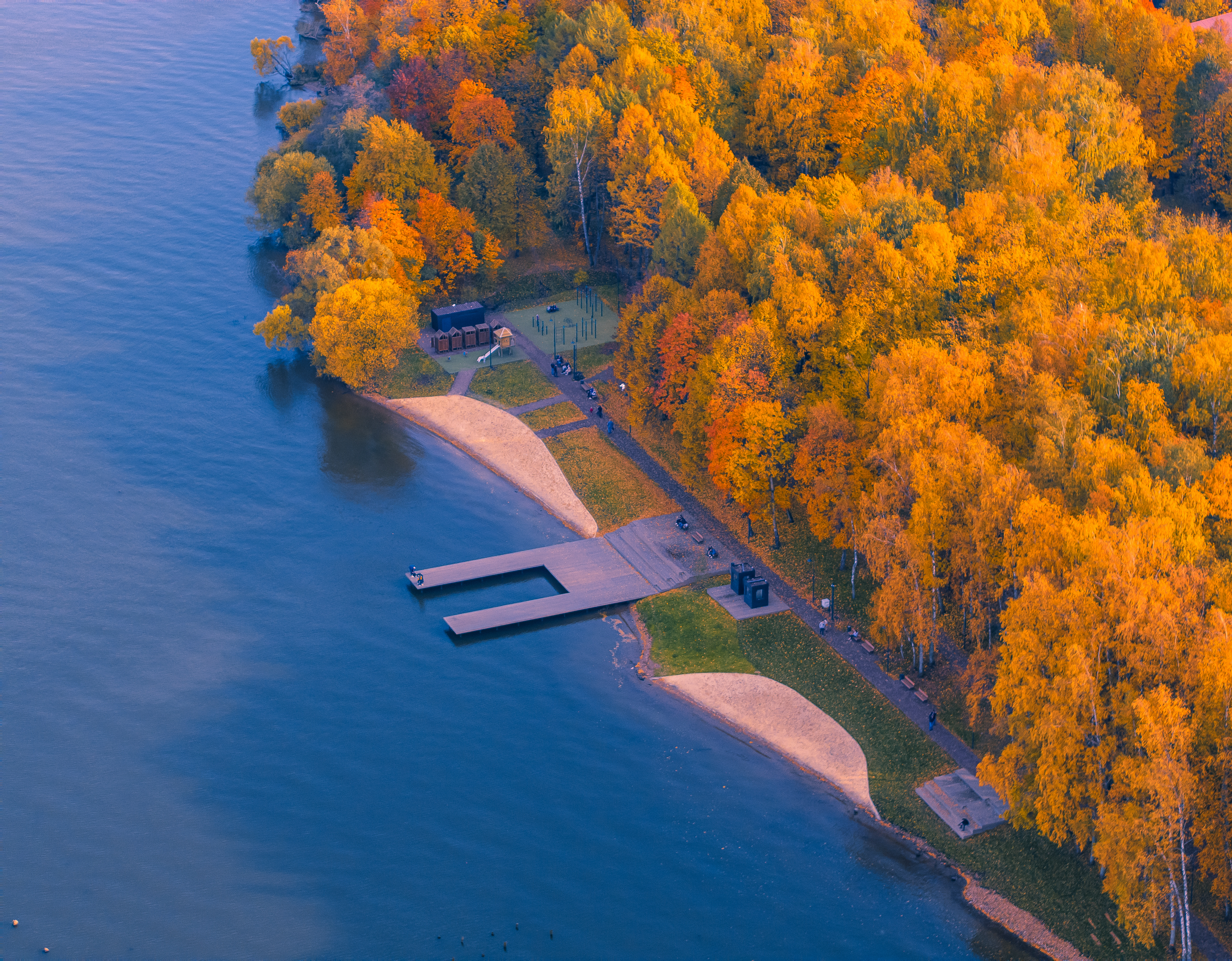
Обустроенная набережная озера Сенеж

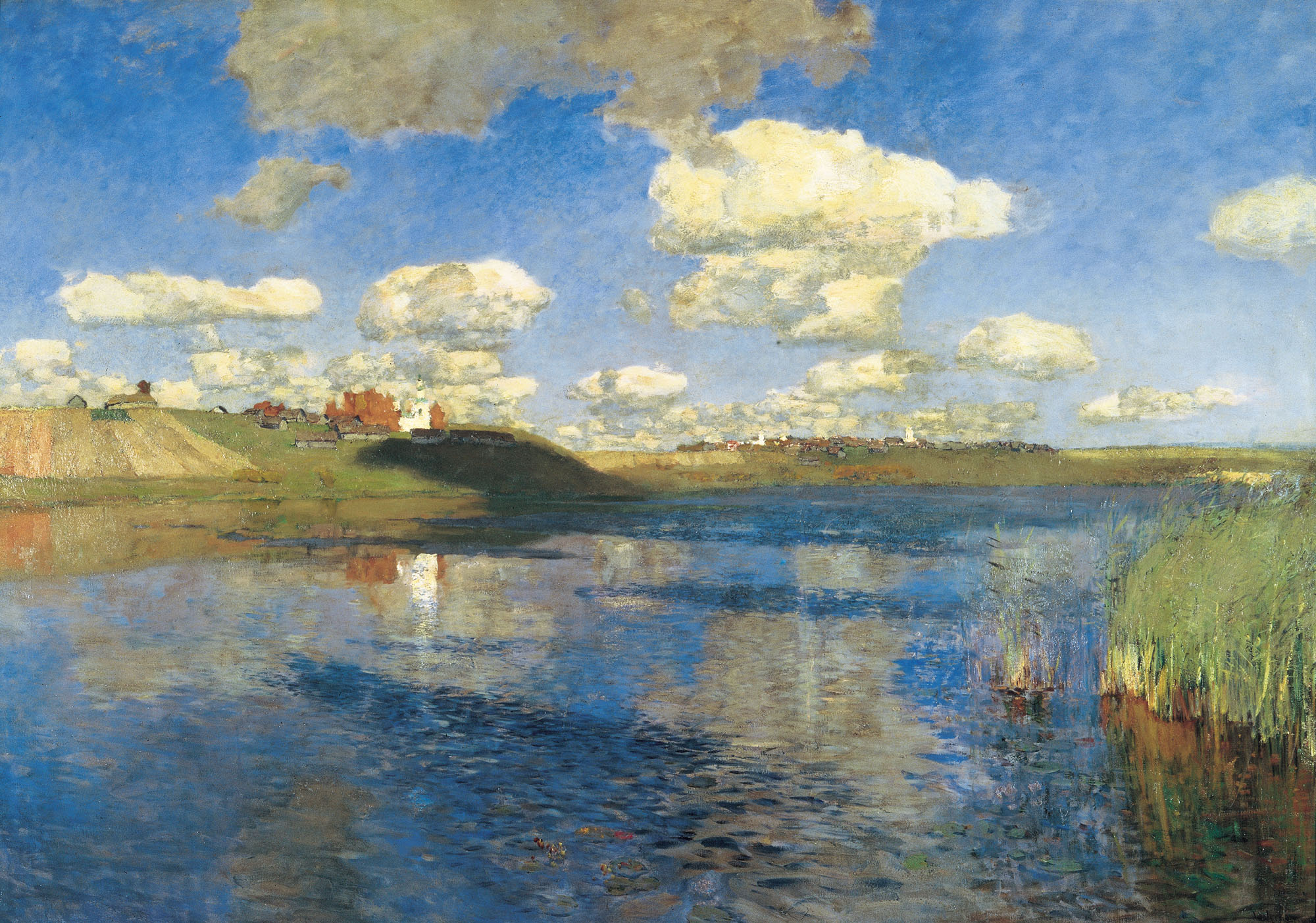
Озеро. Исаак Левитан, 1899—1900

Озеро фактически является водохранилищем, сооружённым для питания Екатерининского канала между реками Сестрой и Истрой, начатого в 1826 году. Целью строительства канала была доставка камня с Волги для постройки храма Христа Спасителя в Москве (по другим сведениям, инициация постройки канала приписывалась ещё Екатерине Великой). Работы продолжались около 25 лет, в ходе них были построены три каменных шлюза, канал длиной 8,5 км и плотина. Реки Сестра и Истра были спрямлены. На Истре было построено 13, а на Сестре 20 деревянных и каменных шлюзов таких же размеров, как на Тихвинской водной системе.
Впоследствии, не выдержав конкуренции с открытой в 1851 году Николаевской железной дорогой, канал был заброшен. После закрытия судоходства на канале дерево и камень, из которых были построены шлюзы, распродавались по низкой цене. Местный купец Самохвалов построил из них лучшее в Солнечной Горе здание, то самое, где сейчас размещается комитет по образованию. Сейчас Екатерининский канал представляет собой заросший, заболоченный ручей, наполненный мусором.
Озеро ледникового происхождения, давшее название водоёму, теперь является одним из заливов в южной части водохранилища, именуемой Старым Сенежем.
В конце XIX века барон Кноп устроил на дамбе озера первую в Подмосковье гидроэлектростанцию мощностью 50 кВт.
В августе 1941 года в лесных лагерях на берегу озера Сенеж формировалась воинская часть для отправки на фронт.
В 1950 году для прохождения танков к воинской части дамба была засыпана и расширена, гидротехнические сооружения забетонированы. Вследствие того, что пропал донный сток из озера (вода могла переливаться только через дамбу), ухудшился водообмен в озере, и оно стало зарастать и заиливаться.
Ихтиофауна водоёма представлена плотвой, уклейкой, карасём, лещом, карпом, ершом (до 0,3 кг), щукой, судаком, окунем, угрём.
Летом 1898 года в имении Олениных Богородское близ озера Сенеж жил русский художник Исаак Левитан, именно здесь была написана его последняя картина «Озеро».
В 2004 году для проработки типовых проектов малой энергетики на плотине водохранилища почти восстановлена гидроэнергетическая установка барона Кнопа, сооружена миниГЭС, состоящая из двух гидроагрегатов 5 кВт и 45 кВт производства ЧЗЭМ.